# Lester Young
Lester Willis Young, pseud. „Prez” lub „Pres” (ur. 27 sierpnia 1909 w Woodville w stanie Missisipi, zm. 15 marca 1959 w Nowym Jorku) – amerykański saksofonista i kompozytor jazzowy.
Wychował się w Nowym Orleanie. W latach 1929–1930 grał z zespołem The Bostonians. Współpracował m.in. z „Kingiem” Oliverem, Countem Basiem, Fletcherem Hendersonem i Billie Holiday. Wystąpił w filmie dokumentalnym Jammin’ the Blues. Napisał m.in. utwory: „Tickle Toe”, „Blue Lester”, „Jumpin' with Symphony Sid” i „Lester Leaps In”.
Był trzykrotnie żonaty, miał troje dzieci: córkę Beverly (ur. 1931) z pierwszego małżeństwa (z Bess Cooper) oraz syna Lestera juniora i córkę Yvette z drugiego małżeństwa.